# Østtællingen
Østtællingen var en årligt tilbagevendende begivenhed, hvor alle DSB’s passagerer øst for Storebælt blev talt. Formålet var at kortlægge passagerernes rejsemønstre for at finde ud af, hvor mange der bruger de enkelte stationer. Resultaterne blev blandt andet  brugt til at planlægge køreplaner, fordele indtægterne mellem trafikselskaberne og ved planlægning af nye stationer.
Østtællingen så dagens lys i 1937, og blev sidste gang udført i november 2008. Herefter er andre metoder til at skaffe de samme data blevet benyttet. Blandt andet Rejsekortet.